# Gare de Thiers
Gare de Thiers – stacja kolejowa w Thiers, w departamencie Puy-de-Dôme, w regionie Owernia-Rodan-Alpy, we Francji. Jest zarządzana przez SNCF (budynek dworca) i przez RFF (infrastruktura).
Stacja jest obsługiwana przez pociągi TER Auvergne. 

## Linie kolejowe
- Linia Clermont-Ferrand – Saint-Just-sur-Loire